# La Bellière (Orne)
La Bellière è un comune francese di 115 abitanti situato nel dipartimento dell'Orne nella regione della Normandia.

## Società

### Evoluzione demografica
Abitanti censiti